# Pectinia lactuca
Espèce
Statut CITES
Pectinia lactuca est une espèce de coraux appartenant à la famille des Merulinidae ou la famille Pectiniidae.

## Description et caractéristiques
Pectinia lactuca est une espèce de corail qui forme des colonies sous-massives ou des plaques épaisses, souvent dépassant un mètre de diamètre.
Ces colonies présentent des vallées allongées avec des parois de hauteur relativement uniforme. La couleur de ces coraux varie entre le gris, le brun et le vert.
Bien qu'il s'agisse d'un complexe d'espèces, Pectinia lactuca est généralement facilement reconnaissable.
Il est à noter que cette espèce est similaire à Pectinia maxima et à P. ayleni.
Ces coraux se trouvent principalement dans les environnements récifaux, notamment sur les pentes récifales inférieures et dans les habitats d'eau turbide.